# 大同類聚方
『大同類聚方』（だいどうるいじゅほう）は、平安時代初期の大同3年（808年）5月3日に成立した現存する日本最古の医学書。薬品の処方（典薬寮本では808種）が、各地の神社や豪族の家系から集められて収録された。全100巻だが、2-7巻は江戸時代に失われた。

## 成立
漢方医学の流入に伴い日本固有の医方が廃絶の危機に瀕している事態を憂慮した桓武天皇の遺命によって、平城天皇の治世に安倍真直、出雲広貞らにより『大同類聚方』は編纂された。ただし後述する『勅撰真本大同類聚方』の上表文では、編者としてほかに若江家継、大伴乎智人、忌部恵美麻呂の名が記されている。大同3年5月3日（808年5月31日）に完成し、天皇に上奏された。同書の編纂にあたって諸国の豪族・旧家や神社に医方を献上させたと一般的には理解されているが、そのような通達が発せられた形跡を確認できないことなどから、典薬寮や内裏などに当時保有していた資料を基に編纂されたとする見解もある。同時に制定された『大同医式』によって、薬の処方は同書に基づくよう定められ、違背は死罪と記された。

## 研究史
江戸時代に国学の台頭に伴って和方医学が興隆すると、『大同類聚方』は和方家の聖典とみなされるようになった。しかし1799年（寛政11年）に『日本後紀』の残巻が刊行されると、『日本後紀』の記述と、当時流布していた『大同類聚方』の内容に矛盾が見られることなどから、流布本を偽書とする見解が現れた。和方家の中でも権田直助らは真書説、佐藤方定（佐藤鶴城・佐藤民之助・佐藤神符満と同一人物）らは偽書説を唱えて論争となった。
近代になると富士川游、服部敏良、和田英松、物集高見、物集高量らが佐藤の偽書説を支持したため、今日では現存する諸本は全て偽書であり真本は散逸したとみなすのが通説となっている。ただし佐藤方定は後述の典薬寮本などいくつかの写本について真書であると主張し、『勅撰真本大同類聚方』を刊行している。この際に火災に遭い、原本や版木を焼失したことが、上記の欠巻を生んだ。
1905年（明治38年）に刊行された『日本医学叢書』第1集第1巻では『大同類聚方』（全100巻）、『大同類聚方抜萃』、『大同類聚方寮本』（8-17巻分のみ）の3種が翻刻されている。このうち『大同類聚方寮本』は後述する『勅撰真本大同類聚方』のこととされる。1979年（昭和54年）には同書の翻刻を基に校注を付した『大同類聚方校注』が大神神社から出版されている。また1985年（昭和60年）には槇佐知子によって『大同類聚方全訳精解』が著されている。同氏の業績に対しては菊池寛賞とエイボン功績賞が授与されている。

## 佐藤方定の見解
佐藤は1831年（天保2年）の著書『奇魂』（くしみたま）において、当時流布していた『大同類聚方』の伝本を明白な偽書であるとし、その論拠として以下の点を挙げている。
- 3種ある伝本の内容構成に相違が見られる。1828年（文政11年）に刊行された伝本では初めに用薬が記されている。しかし別の伝本では用薬は終わりに記されている。その内容の前半は 1773年（安永2年）刊行の 『大同類聚方』抄本や1787年（天明7年）刊行の『大同類聚方抜萃』に似ているが、後半は前述の文政11年刊本に似ている。他に24巻までが欠けており、用薬が終わりに記されている伝本もある。
- 807年（大同2年）に成立した『古語拾遺』は漢文によって記されており、『日本後紀』における『大同類聚方』成立についての記述も同様である。『万葉集』は和歌を万葉仮名で表記しているが、詞書はやはり漢文である。しかし伝本では宣命体が用いられている（ただし後述の『勅撰真本大同類聚方』でも宣命体が用いられている）。
- 伝本に用いられる仮名は『万葉集』に見られるものと一致しない。また伝本における文言も『大同類聚方』の時代にまで遡るものではない。
- 伝本における各巻の記述はあまりにも少なく、一巻につき2枚から3枚ほどの量しかない。これは全巻に共通しているため、全て虫損が原因であるとは考えられない。
- 伝本には「従五位下典薬頭阿部朝臣真貞」とある。しかし『日本後紀』では名を「真直」としており、また真直が典薬頭であったとの記述はない（ただし『勅撰真本大同類聚方』の記述も伝本と同様であり『日本後紀』と一致しない）。
- 伝本には「侍医従六位上出雲宿禰広貞」とある。しかし『日本後紀』では広貞を外従五位下としており、また広貞の『大同類聚方』編纂時の姓は連であって812年（弘仁3年）に宿禰の姓を賜ったとある。
- 古林見宜『医療歌配剤』に「大同類聚方曰、痘瘡、始起自聖武天皇御宇、釣者遇蕃人継此病、称裳瘡一児患之、則一村流行也、猶裳之曳下、故名、焉初生児、食金箔、不患之」とある。この文は『日本後紀』にある『大同類聚方』成立のついての記述や古書における痘瘡の記述と矛盾せず、信頼できるものである。しかし伝本ではこれに相当する記述が確認できない。
- 伝本には加賀国という語が見える[13]。しかし加賀国が越前国から分離したのは『大同類聚方』成立よりも後の823年（弘仁14年）である。
- 伝本では茶色という語が用いられている[14]。しかし茶が史料上で確認できるのは嵯峨天皇の時代からであり[15]、『大同類聚方』が成立した時期にこのような表現が用いられるとは考え難い。
- 『続日本紀』天応元年（781年）4月3日条では光仁天皇について「元来風病爾苦」としており、また『日本後紀』大同4年（809年）4月1日条では平城天皇について同様の表現が用いられている。また『栄花物語』（巻13ゆふしで）にも「この殿は、ちいさくより、風おもくおはしますとて、かぜの療治どもを、せさせ給」という記述が見えるなど、当時の史料から「風病」ないしは「風」（かぜ）という語は慢性的な疾患の名称であったことがわかる。しかし伝本では感冒の意で「風病」という語が用いられている。

そして佐藤は、師にあたる本居宣長がこの伝本について鎌倉時代のあたりに著されたものと推定したことから、当時『大同類聚方』とは異なる書として著されたものが後代に改竄されたか、あるいは当時から偽書として著されたものではないかとした。
1852年（嘉永5年）に著された花野井有年『医方正伝』には、のちに佐藤は後述する延喜年間の写本（典薬寮本）と延長年間の写本を発見したとある。佐藤は1856年（安政3年）から、この典薬寮本を底本とし前述の延長本および寛仁年間の写本との異同を示した『勅撰真本大同類聚方』（大同類聚方寮本）の刊行を開始した。1858年（安政5年）の著書『備急八薬新論』において佐藤は「流布印本ハ偽書ナル事奇魂ニ弁セリ正本ニ因ルヘシ」としている。

## 典薬寮本
『勅撰真本大同類聚方』所収の典薬寮本と『日本医学叢書』所収の『大同類聚方』（全100巻）には、以下のような相違が見られる。
- 典薬寮本には典薬寮印が押されており、また「延喜十二年正月写 深根輔仁」「延喜十三年五月一校了 大医博士 深江朝臣輔仁」との記述が見える。
- 典薬寮本では天皇への上表文、医官の心得を説いた医式、日本における医薬の祖とされる大穴牟智命、少彦名命、武内宿禰の教えが記されている。また薬を調合する際の分量も明記されており、いずれも流布伝本には存在しない記述である。
- 典薬寮本の上表文では前述した5名の編者が記載されている。このうち出雲広貞は「外従五位下兼行侍医典薬助但馬権掾臣出雲連広貞」とあって、『日本後紀』の記述と一致している。しかし安倍真直については「従五位下典薬頭兼行左大史大舎人助相模介臣安倍朝臣連真貞」とあり、流布伝本と同様『日本後紀』の記述とは一致しない。
- 典薬寮本では古字古韻が用いられており、則天文字など多くの異体字が見られる。
- 典薬寮本では宣命大書体が用いられており、宣命小書体を用いている流布伝本とは異なる。
- 典薬寮本では「一之巻」のように巻数を記しており、これは『古事記』や『令集解』に引用される『古記』と共通する。一方、流布伝本では「巻之一」のように巻数を記しており、こちらは『日本書紀』や『令集解』と共通している。

## 刊本
近世の刊本は日本古典籍総合目録データベースの情報による。
- 『大同類聚方』 - 1773年（安永2年）刊。木村孔恭校。抄本1冊。丹波良康抄本の系統に属する。
- 『大同類聚方抜萃』（大同類聚方自一至五抜萃神方） - 1787年（天明7年）刊。広田元良序。抄本1冊。丹波本系。
- 『大同類聚方』 - 1807年（文化4年）刊。畑柳安（黄山）等閲。抄本2冊（巻25‐34相当）。
- 『大同類聚方』 - 1828年（文政11年）刊。武藤吉得校。10冊。
- 『大同類聚方抜粋神方』 - 1836年（天保7年）刊。抄本1冊。丹波良康本系。
- 『大同類聚方寮本』（勅撰真本大同類聚方） - 1856年（安政3年）から1864年（元治元年）頃にかけて刊行。第十三集まであるが第二集（2-7巻相当）のみ未刊[20]。

以下は近代以降の活字翻刻本。
- 土肥慶蔵等撰『日本医学叢書』（第1集第1巻） - 1905年（明治38年）刊。
- 大神神社史料編修委員会編『大同類聚方校注』 - 1979年（昭和54年）4月刊。
- 槇佐知子『大同類聚方全訳精解』 - 1985年（昭和60年）5月刊、平凡社。上巻（用薬部）と下巻（処方部）よりなる。
新編普及版が、1992年に新泉社 全5巻で再編刊行。

この他に、横浜薬科大学和漢薬調査研究センターが、欠巻の探索と現代語訳に取り組んでいる。